# Plante carnivore

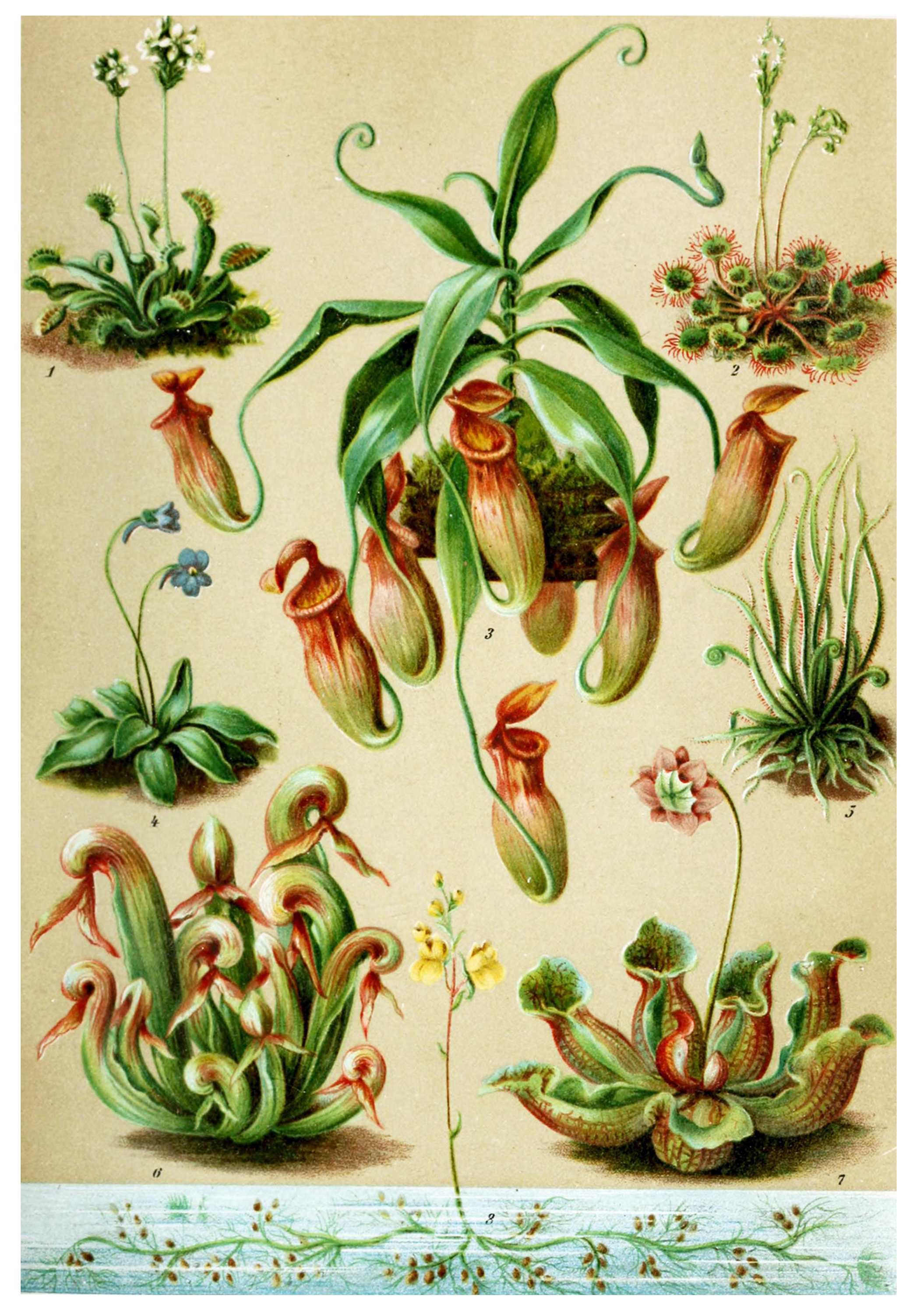
Différentes plantes carnivores.

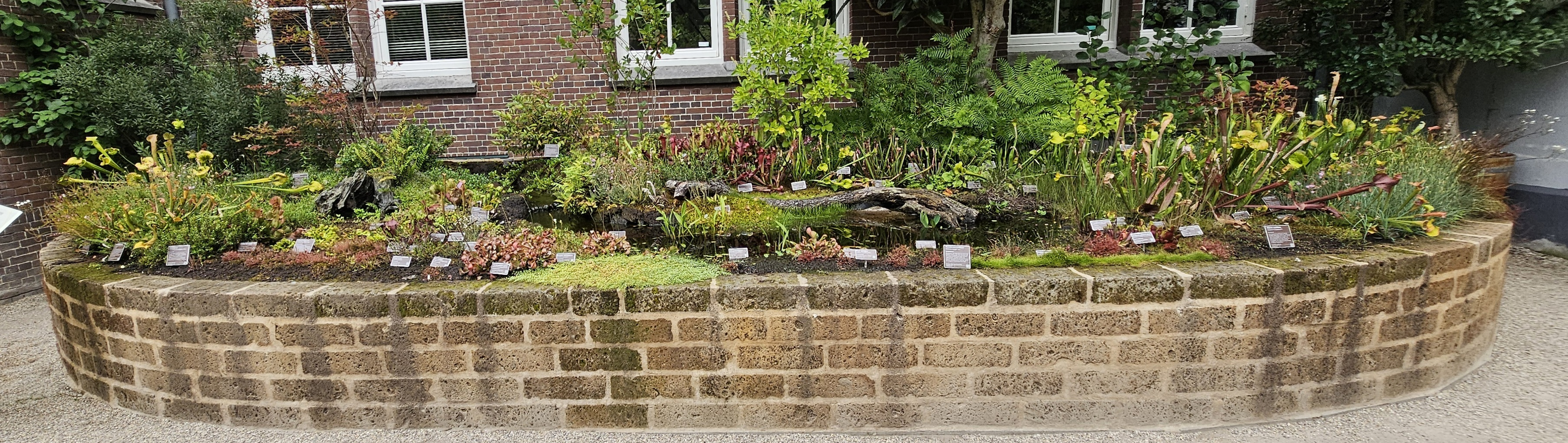
Collection d'espèces carnivores au jardin botanique Hortus botanicus d'Amsterdam

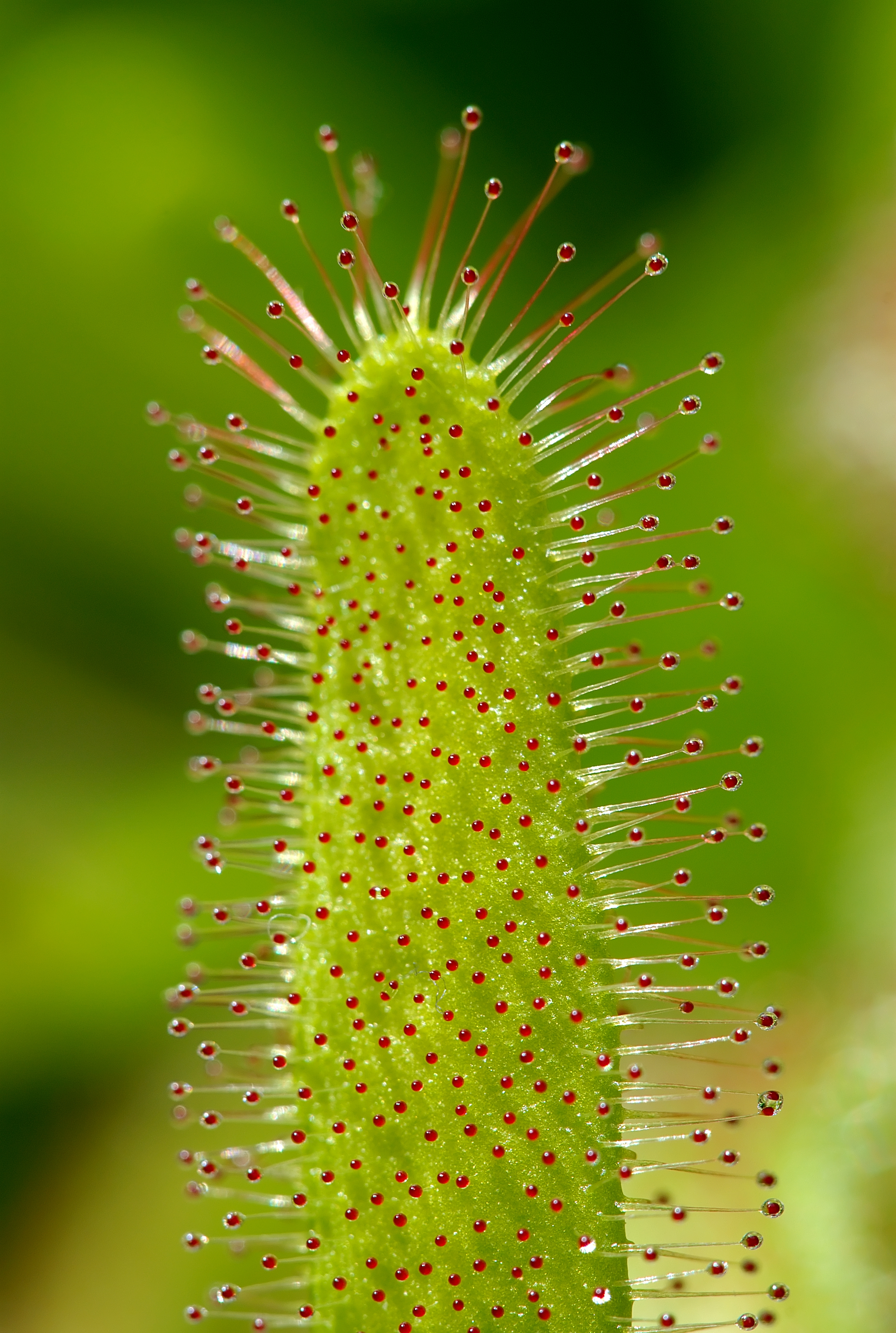
Drosera capensis.

Une plante carnivore est une plante capable d'attirer et de capturer des proies animales et ainsi de survivre dans des milieux pauvres en azote et en phosphore comme les tourbières. Elles sont insectivores dans leur grande majorité mais certaines peuvent aussi attirer de petits invertébré : crustacés, limaces, vers… Suivant la taille du piège, quelques-unes peuvent même attraper des batraciens :  grenouilles, tritons… ou encore des petits mammifères : souris, rats ou des petits oiseaux, puis de les assimiler, entièrement ou en partie, afin de subvenir (partiellement) à ses propres besoins. Il existe un peu plus de 700 espèces de plantes carnivores au sens strict connues au début du XXIe siècle, mais en moyenne trois espèces de plantes carnivores sont découvertes ou décrites chaque année depuis l'an 2000.

## Historique
En 1763, Arthur Dobbs, alors gouverneur de la Caroline du Nord, attire pour la première fois l'attention du public et des scientifiques européens sur une plante qu'il appelle « attrape-mouches sensible ». C'est à lui qu'on doit l'appellation « plante carnivore ».
Des spécimens vivants sont envoyés en 1768 en Angleterre où le botaniste John Ellis est le premier à soupçonner son mode de nutrition. Il lui donne la dénomination officielle de l'espèce, la Dionée attrape-mouche et adresse à Carl von Linné un spécimen desséché et une description détaillée de la plante. Mais le naturaliste suédois, doutant de son carnivorisme, préfère classer le phénomène en « miraculum Naturae », le considérant comme extraordinaire et accidentel. Il nomme la plante « Venus flytrap » (« Vénus attrape-mouche ») en s'inspirant de Vénus, déesse de l'amour et de la beauté dans la mythologie romaine.
La carnivorité de la « Vénus attrape-mouche » n'est démontrée par Charles Darwin que vers 1865 et il écrit à propos du mécanisme de capture de cette plante, dans son traité Les plantes insectivores (en), que la dionée est « l'une des plantes les plus merveilleuses au monde ».

## Écologie

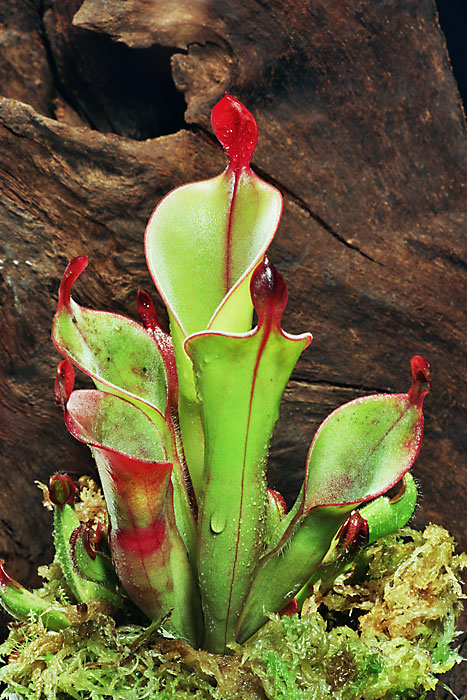
Les cruches de Heliamphora chimantensis sont un exemple de pièges à fosse.

Les plantes carnivores se distinguent du reste du règne végétal par leur capacité à attirer, capturer et digérer leurs proies. Une plante capable uniquement de capture, éventuellement de dégradation, mais incapable d'assimiler sa proie, est qualifiée précarnivore, en référence à sa potentielle évolution vers la carnivorité. Les bactéries aidant à l'assimilation sont qualifiées de protocarnivores. Chez les plantes carnivores, le régime carnivore est apparu six fois dans cinq ordres différents au cours de l'évolution,.
Si un grand nombre d’espèces de plantes carnivores se situent dans des régions tropicales, on peut néanmoins trouver des spécimens sous presque toutes les latitudes. Ces plantes poussent la plupart du temps dans des sols pauvres en azote et en phosphore, comme dans les tourbières. La carnivorie est une adaptation à des environnements pauvres et qui leur confère un avantage écologique leur permettant de les coloniser. L'apparition et la spécialisation de la carnivorie est un exemple riche en écologie évolutive, au même titre, sinon plus, que l'apparition progressive de l’œil (voir Richard Dawkins, Stephen Jay Gould).
La qualification de « plantes insectivores » ou « plantes entomophages » n'est pas toujours valable : si elle précise le régime alimentaire majoritaire d'un grand nombre de plantes carnivores, certaines ne se nourrissent pas du tout d'insectes (c'est le cas notamment des Utriculaires, qui ciblent des protozoaires ou de certaines espèces de népenthès qui consomment des geckos, des scinques, des oisillons et des souris). De plus, il est toujours possible que des arachnides, des mollusques (petites limaces), voire des vertébrés soient victimes de pièges réputés « insectivores ».
Les pièges sont, dans la plupart des cas, des feuilles modifiées. La diversité morphologique et fonctionnelle de ces pièges est remarquable. L’outre de capture des Utriculaires, l’urne des Népenthès, les mâchoires des Dionées, les poils gluants des Rossolis, etc. sont des adaptations indépendantes à la fonction carnivore.
Le régime insectivore des népenthès est constitué à 80 % de fourmis. Ces plantes émettent des composés volatils (acides gras, terpènes, benzénoïdes) qui donnent une odeur mielleuse attirant les insectes, leurrant les phéromones sexuelles des coléoptères ou les phéromones de recrutement ou de trace chez les fourmis.
La nutrition carbonée et la production de sucres se font par la voie classique de la photosynthèse, comme chez la plupart des végétaux dit supérieurs. Les plantes carnivores fixent ainsi le dioxyde de carbone de l’air, en présence de lumière, et absorbent l’eau et sels minéraux par leurs racines. Les proies qu’elles capturent ne sont, bien souvent, que des sources complémentaires d’azote et de phosphore.

## Moyens de capture
Les pièges des plantes carnivores sont caractérisés par leur mobilité et leur rapidité pour quelques-unes. S'ils sont mobiles ils sont dits « actifs », s'ils ne le sont pas, on parle de pièges « passifs ». Certains mouvements sont visibles à l'œil nu, comme la fermeture du piège de la Dionée attrape-mouche.

### Les pièges actifs
Ici, une partie de la plante exerce un mouvement pour la capture des proies, les genres suivants utilisent des pièges définis comme « actifs » :
- Aldrovanda et Dionaea : pièges à mâchoires ;
- Drosera, Drosophyllum : pièges à mucilage (gouttelettes collantes) dont la feuille et les poils s'enroulent autour des proies pour l'immobiliser, ce qui augmente la surface de contact entre elles et les glandes digestives de la plante. Le mouvement est généralement imperceptible à l'œil nu, sauf chez Drosera burmannii, D. sessilifolia et D. glanduligera ;
- Utricularia : la proie (éventuellement un insecte ou invertébré aquatique) est aspirée par ses outres (éventuellement sous l'eau chez certaines espèces strictement aquatiques).

### Les pièges passifs
Les genres suivants ont des systèmes de pièges considérés comme passifs car immobiles :
- Brocchinia et Catopsis : un seul piège par plante, au centre des feuilles plaquées les unes contre les autres et dans lequel les proies se noient ;
- Byblis, Drosophyllum, Ibicella, Pinguicula, Roridula et Triphyophyllum : pièges à glu comme ceux des Drosera, mais démunis de mouvement. Le piège des Pinguicula est parfois dit « semi-passif », car certaines espèces replient légèrement le bord de leurs feuilles ce qui est considéré comme une adaptation pour qu'en cas de pluie leurs sucs digestifs et leur nourriture ne soient lessivés par l'eau ;
- Cephalotus follicularis, Darlingtonia, Heliamphora, Nepenthes et Sarracenia : pièges à urnes, qui sont des feuilles modifiées ;
- Genlisea : pièges à nasses.

## Digestion
Une fois les proies capturées, elles sont dégradées par des enzymes digestives synthétisées et secrétées par la plante. Bien que la carnivorie soit apparue lors de plusieurs évènements distincts, les fluides digestifs des différentes espèces montrent de nombreuses similarités. Sur l'ensemble des plantes carnivores, la digestion repose sur l'action coordonnée d'une grande variété d'hydrolases, dont une grande partie fait partie des protéines PR, une famille de protéines produites par les plantes en réponse aux attaques de divers pathogènes. Cela semble suggérer que le système digestif des plantes carnivores ait évolué à partir de plusieurs systèmes de défense orthologues.

## Les urnes comme biotopes
Les urnes de différentes plantes carnivores peuvent être décrits comme des phytotelmes, constituant un habitat aquatique allant de 0.2mL à 1.5L pour de nombreuses espèces. La faune inquiline des plantes carnivores comprend une variété de bactéries, protozoaires, algues, champignons, rotifères, crustacés, arachnides, insectes (notamment leurs larves) et même amphibiens. Il existe de grosses différences entre espèce, notamment entre celles du genre Nepenthaceae ainsi que Cephalotus, abritant généralement une cinquantaine d'espèces et les espèces du genre Sarraceniaceae dont les urnes peuvent présenter une biodiversité jusqu'à 4 fois supérieure. La nature des fluides qui remplissent les urnes ainsi que leur taille explique une grande partie de ces différences. Chez les premières, le fluide est acide, entièrement produit par la plante et riche en enzymes digestifs dès l'ouverture alors que chez les secondes, la partie liquide provient majoritairement d'eau de pluie qui remplit les urnes.
Les relations symbiotiques entre les plantes carnivores à urnes et leur faune inquiline font l'objet de nombreuses recherches. Il semble que chez les plantes carnivores produisant des enzymes digestifs moins forts comme les Sarracénies, le premier stade de dégradation des proies soit assuré au moins en partie par les micro-organismes résidants.

## Liste de genres

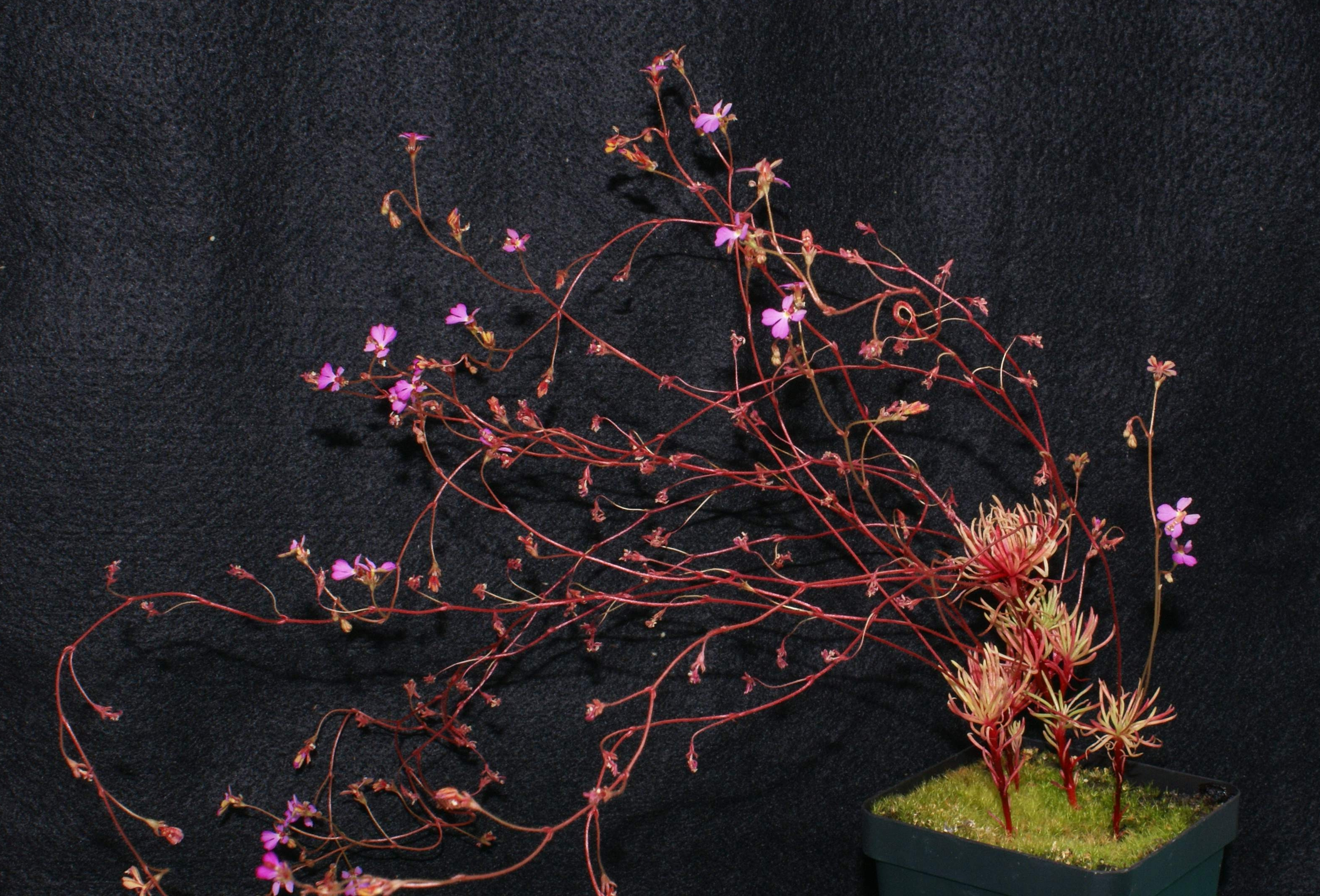
Stylidium turbinatum.

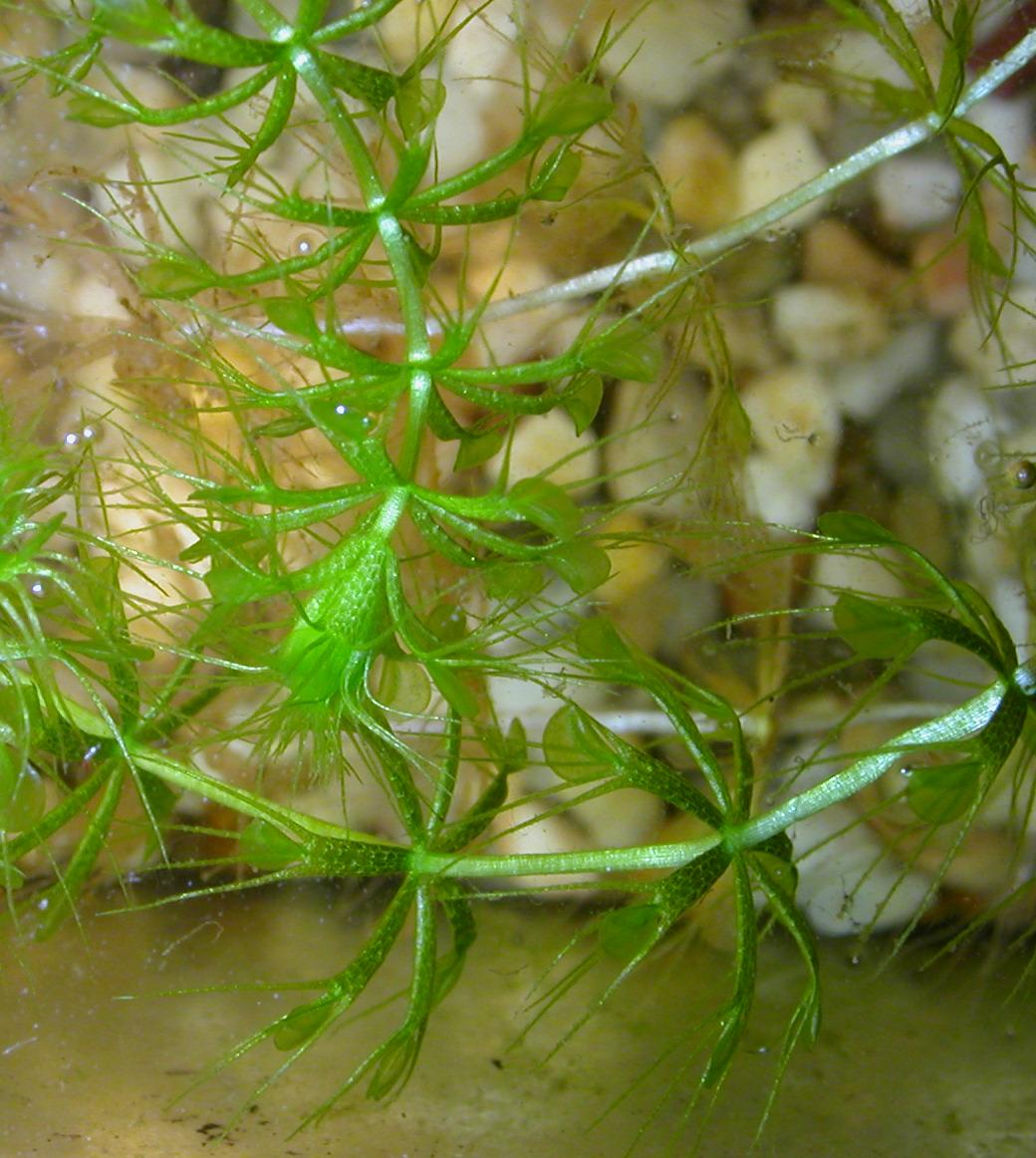
Aldrovanda vesiculosa.

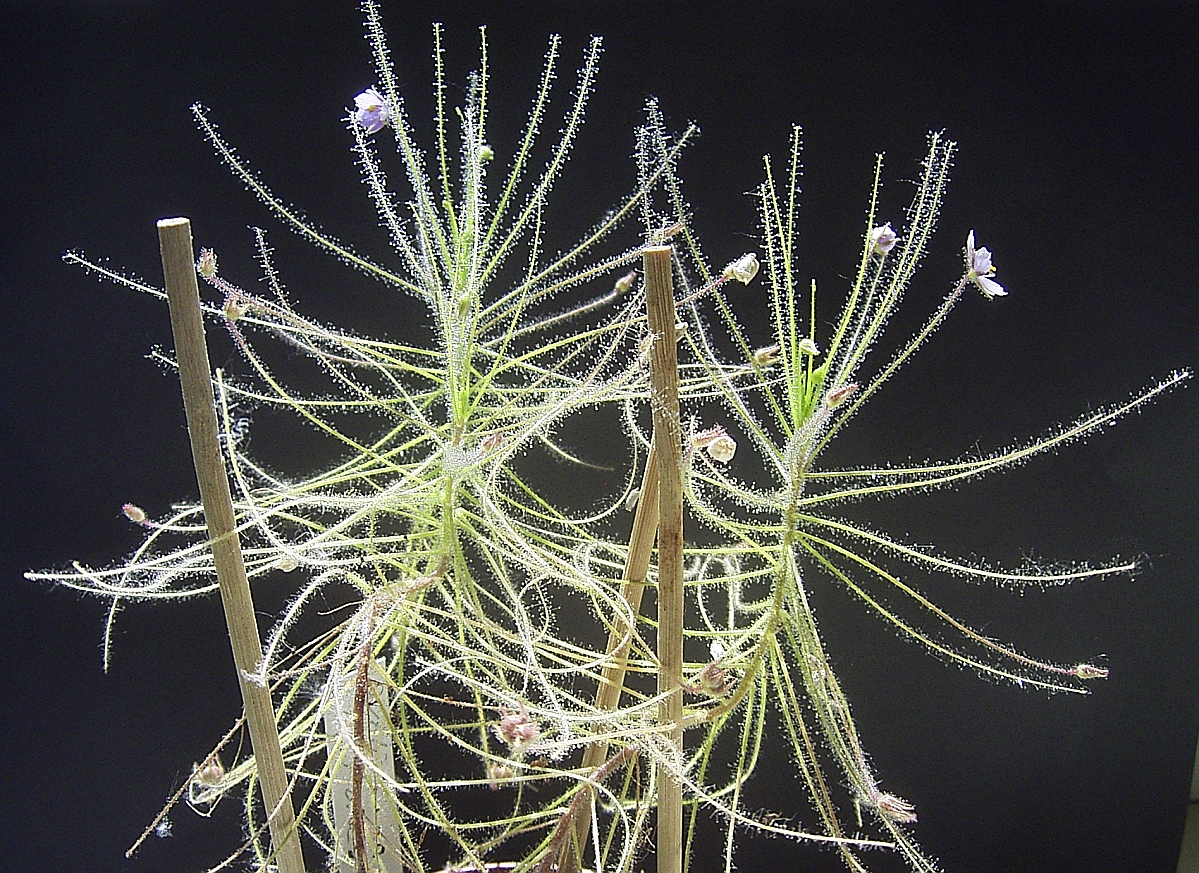
Byblis liniflora.

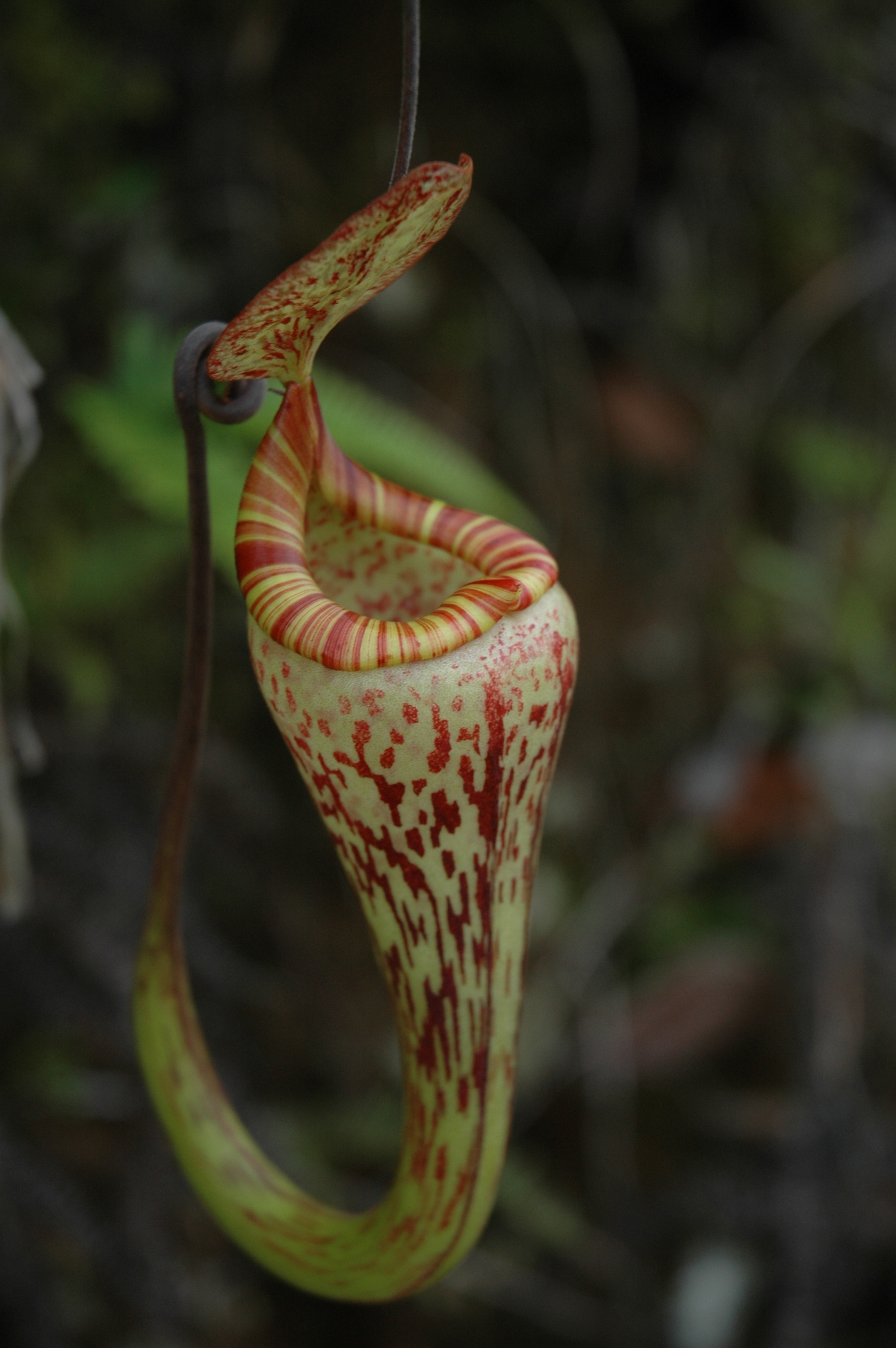
Nepenthes vogelii.

De nombreux genres sont carnivores, on peut citer :
- Aldrovanda, plante aquatique apparentée aux Dioneae ;
- Brocchinia, au moins une espèce carnivore dans ce genre de Broméliacées ;
- Byblis, pièges à glu ;
- Catopsis, une Broméliacée épiphyte ;
- Cephalotus, plantes à urnes australiennes ;
- Darlingtonia, la plante-cobra, apparentée aux Sarracenia ;
- Dionaea, et ses pièges à mâchoires ;
- Drosera, pièges à glu ;
- Drosophyllum, apparenté à Drosera ;
- Genlisea, pièges carnivores souterrains ;
- Heliamphora, plantes à urnes sud-américaines ;
- Ibicella, carnivore ou proto-carnivore ;
- Nepenthes, plantes à urnes asiatiques ;
- Pinguicula, telles les grassettes de montagne en France ;
- Roridula, plutôt proto-carnivore en association avec une punaise ;
- Sarracenia : plantes à urnes américaines ;
- Triphyophyllum, dont un seul type foliaire est carnivore ;
- Utricularia, dont les pièges sont racinaires.

## Taxonomie
| Division      | Classe        | Ordre          | Famille          | Genre                               | Type de piège                                |
| ------------- | ------------- | -------------- | ---------------- | ----------------------------------- | -------------------------------------------- |
| Magnoliophyta | Magnoliopsida | Caryophyllales | Dioncophyllaceae | Triphyophyllum                      | adhésif                                      |
| Magnoliophyta | Magnoliopsida | Caryophyllales | Drosophyllaceae  | Drosophyllum                        | adhésif                                      |
| Magnoliophyta | Magnoliopsida | Caryophyllales | Droseraceae      | Aldrovanda Dionaea Drosera          | piège à loup adhésif                         |
| Magnoliophyta | Magnoliopsida | Caryophyllales | Nepenthaceae     | Nepenthes                           | ascidie                                      |
| Magnoliophyta | Magnoliopsida | Ericales       | Roridulaceae     | Roridula                            | adhésif                                      |
| Magnoliophyta | Magnoliopsida | Ericales       | Sarraceniaceae   | Sarracenia Darlingtonia Heliamphora | ascidie                                      |
| Magnoliophyta | Magnoliopsida | Lamiales       | Byblidaceae      | Byblis                              | adhésif                                      |
| Magnoliophyta | Magnoliopsida | Lamiales       | Lentibulariaceae | Pinguicula Genlisea Utricularia     | adhésif piège en tir-bouchon piège en outres |
| Magnoliophyta | Magnoliopsida | Lamiales       | Martyniaceae     | Ibicella                            | adhésif                                      |
| Magnoliophyta | Magnoliopsida | Oxalidales     | Cephalotaceae    | Cephalotus                          | ascidie                                      |
| Magnoliophyta | Liliopsida    | Poales         | Bromeliaceae     | Brocchinia Catopsis                 | urne                                         |
| Magnoliophyta | Liliopsida    | Poales         | Eriocaulaceae    | Paepalanthus                        | urne                                         |

## Espèces menacées
Dans le monde entier, les plantes carnivores sont en régression pour plusieurs raisons connues :
- la destruction, déforestation et fragmentation écologique de leurs milieux naturels (ex : recul ou eutrophisation des tourbières à sphaignes qui abritaient les droseras, déforestation (ou artificialisation des forêts tropicales pour la plupart des autres espèces) eutrophisation des eaux abritant des plantes carnivores aquatiques…) ;
- la collecte de certaines espèces rares et recherchées par des collectionneurs ;
- la pollution, une étude[15] montre que la consommation par ces plantes d'insectes contaminés par des métaux lourds ou toxiques (fréquent chez les moustiques et chironomidés ainsi que certaines mouches dont les larves vivent respectivement dans l'eau et les sédiments) est un des facteurs explicatifs du déclin général des plantes carnivores. Les toxiques apportés par les insectes interfèrent avec certains processus vitaux de la plante dont l'absorption des nutriments[15]. Quand on nourrit en laboratoire un Sarracenia leucophylla avec des mouches dont les asticots ont été contaminés par du cuivre ou du cadmium, on constate une perturbation de la croissance[15].

## Les plantes carnivores dans l'imaginaire collectif

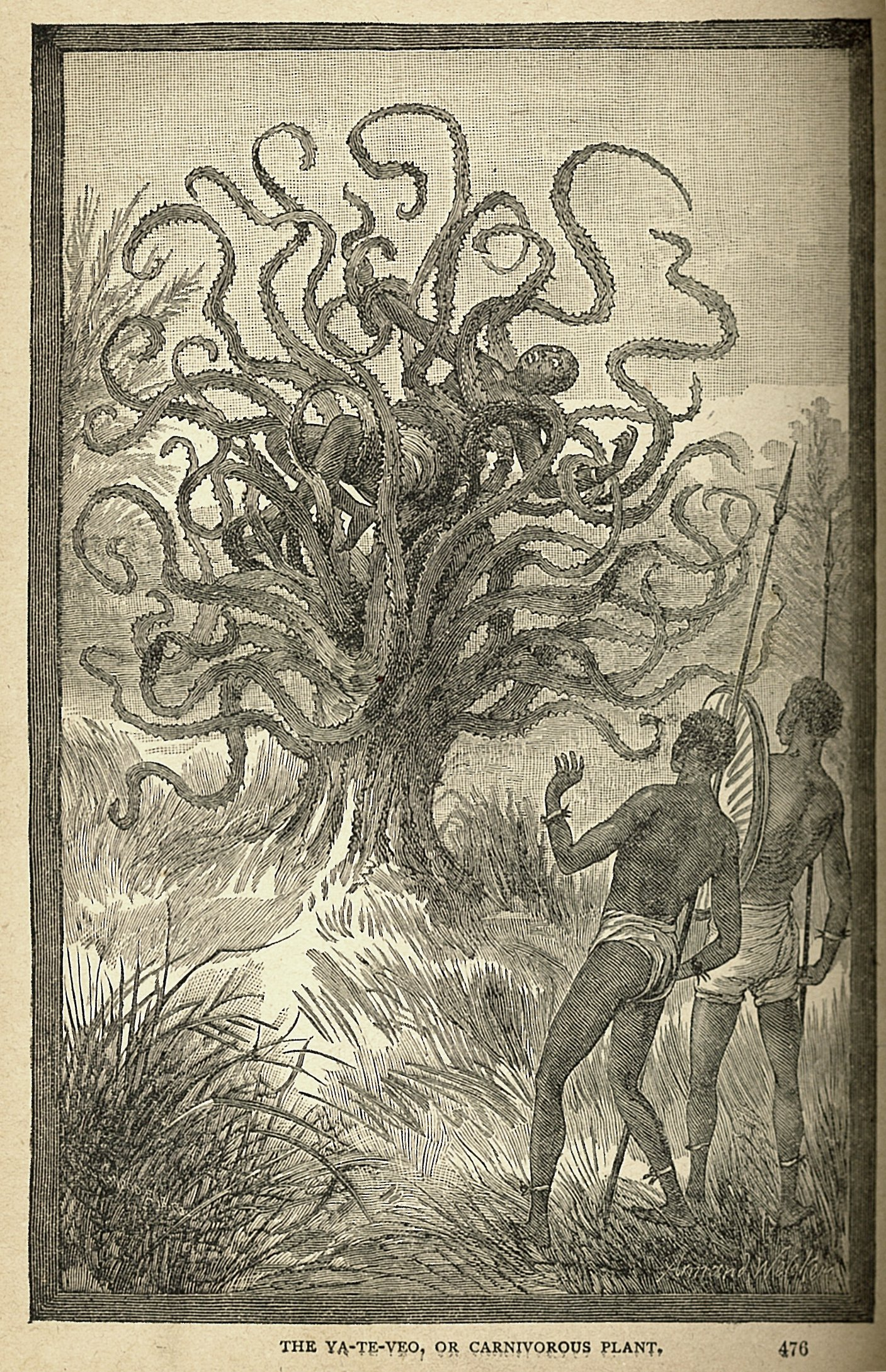
Un Homme dévoré par une plante carnivore, illustration d'Armand Welcker pour un ouvrage de James W. Buel, 1887.

Les plantes carnivores ont été en grande partie ignorées dans l'Antiquité et au Moyen Âge. Les premiers récits sur le sujet datent du début du XVIIe siècle, et l'imagination y a souvent joué un grand rôle.
En avril 1874, un journaliste anonyme du New York World publie un article appelé à un retentissement immense, Crinoida Dajeeana. The Man-Eating Tree of Madagascar, où un supposé botaniste allemand, Karl Leche (déformé par la suite sous le nom de Carl Liche), serait censé avoir publié dans un journal scientifique de Karlsruhe une relation d'un voyage à Madagascar contenant le récit et la description d'un supposé sacrifice humain par l'intermédiaire d'un arbre anthropophage (mythe de l'arbre anthropophage (en) de Madagascar au XIXe siècle). Réduit au récit du sacrifice (le tiers du texte initial), cette description fera le tour du monde en passant notamment par un journal australien (octobre 1874, déformant le nom du découvreur en Carl Liche) et sera à son tour répercutée dans une publication des missionnaires protestants établis à Madagascar, en 1878, pour en dénoncer la fausseté. Mais cette reproduction de 1878 sera à son tour reproduite dans d'innombrables journaux et accréditera ce qui n'est au départ qu'un canular de journaliste. Un mythe moderne était né, qui essaimera dans toute la culture populaire.
L'auteur anonyme du récit de 1874 sera identifié en 1888, à l'occasion d'une réédition intégrale de son récit dans Current Literature (New York), par le rédacteur en chef de ce périodique, comme étant un certain Edmund Spencer, obscur journaliste du World mort plusieurs années auparavant. Pendant les années suivantes, plusieurs variantes de plantes anthropophages seront propagées par les journaux des États-Unis en manque de sensationnalisme, telle la "vigne vampire du Nicaragua" (qui dévore le chien d'un certain Dunstan, chasseur et naturaliste de la Nouvelle-Orléans, se promenant près du lac Nicaragua), apparue dans la presse nord-américaine en 1889. Les types de végétaux et les localisations varient, toujours dans des régions difficiles d'accès (Guyane, Mexique, Bornéo, Philippines, Afrique centrale, Australie, etc.).
Il faut noter que la diffusion en 1874 de cet article grossissant et caricaturant les propriétés des plantes carnivores a eu lieu avant la publication des recherches de Charles Darwin sur ce sujet, qui ne seront publiée que l'année suivante, sous le titre Insectivorous Plants (1875). D'ailleurs, la correspondance de Darwin en mai-juin 1874 avec le botaniste Asa Gray prouve que ce dernier lui a envoyé copie de l'article du World (et d'articles publiés dans The Nation au sujet des plantes carnivores) et que donc Darwin a lu, et a réagi à cet article, en le trouvant bien écrit et bien imaginé, et qu'il a cru avoir affaire à une véritable relation de voyage, jusqu'à ce qu'il lise le passage où une femme de la tribu (imaginaire) des Mkodos est sacrifiée à l'arbre fantastique et qu'il comprenne alors qu'il avait affaire à un canular.
En France, le récit initial inspirera un article similaire au romancier Louis Boussenard, dès 1876-77, mais c'est sa traduction en 1878, d'une part dans le Musée des familles (avec une gravure de Paul Kauffmann représentant avec une grande fidélité tous les détails de la morphologie du végétal légendaire tel que décrit dans l'article de 1874) et d'autre part une adaptation ou plutôt un plagiat dans le Journal des voyages (avec une gravure d'Horace Castelli, peu fidèle à la description du végétal du récit initial) qui lanceront le mythe dans notre langue. En 1885, le romancier Jules Lermina est ainsi l'un des premiers auteurs à s'inspirer de cet article pour écrire ce qui est sans doute le premier conte fantastique mettant en scène une plante anthropophage cultivée en serre (explicitement "gavée") par un savant (donc en dehors de tout cadre naturel), Titane, publié dans le Supplément littéraire du Figaro le 25 avril 1885. Cette parution est précédée par les premières transpositions littéraires de ce mythe par des romanciers populaires de langue anglaise, dont celle due à Arthur Conan Doyle en 1880, "The American's Tale". Toutefois, ce dernier ne met pas en scène un "arbre anthropophage" mais une Vénus attrape-mouche géante.
Au XXe siècle, les auteurs de romans d'aventures, les écrits des premiers explorateurs, le cinéma, la télévision, les jeux vidéo, la bande dessinée et la publicité utilisent fréquemment le côté sensationnel des plantes carnivores.

### Cinéma
- Dans Nosferatu le vampire (Friedrich Wilhlem Murnau 1922) le professeur Bulwer donne un cours sur les secrets de la nature et décrit la plante carnivore comme le vampire du règne végétal. On voit alors une mouche se poser sur le piège de la dionée qui se referme sur elle[21].
- Dans Drôle de drame (Marcel Carmé, 1937) Michel Simon interprète un botaniste connu pour ses travaux sur  les plantes carnivores[22].
- La comédie musicale La Petite Boutique des horreurs, largement reprise par la suite, met en scène un fleuriste, Seymour, cultivant une étrange plante carnivore baptisée Audrey II. Pour nourrir la plante, Seymour lui donne à boire son propre sang, mais très vite, la plante et ses appétits vont grandir et Seymour va devoir lui trouver des proies plus consistantes[23]...
- Dans La Révolte des Triffides (Steve Sekely, 1963), adaptation du roman Le Jour des Triffides de John Wyndham, des plantes carnivores d'origine extraterrestre s'en prennent aux humains[24].
- L'une des épreuves imposées par le Jumanji fait intervenir une plante carnivore plutôt vorace.
- Dans le film Minority Report, John Anderton rend visite au docteur Iris Hineman qui cultive dans sa serre des Nepenthes et des Sarracenies.
- Dans le film Prometheus (Ridley Scott, 2012), un Nepenthes est accroché dans la cabine des héros.
- Dans le film L'Âge de glace 3, les héros arrivent dans un monde dans lequel on reconnaît des Sarracenia et des Nepenthes. Ils sont faits prisonniers d'une plante carnivore, mélange de Dionaea et de Rafflesia.
- Dans le film Batman et Robin, « Poison Ivy », interprétée par l'actrice Uma Thurman, est une empoisonneuse criminelle cherchant la richesse. Son désir est de trouver un lieu où elle pourrait vivre en paix, seule avec ses plantes. Elle se fait capturer par sa propre plante carnivore lors de la bagarre contre Batgirl.
- Dans le film King Kong (Peter Jackson, 2005), un soldat, alors tombé au fond d'un canyon, est attaqué et dévoré par une dizaine de plantes carnivores.

### Jeux vidéo
- Dans la série Super Mario, les plantes Piranha sont des plantes carnivores inspirées de la Dionée attrape-mouches qui se cachent dans les tuyaux et qui peuvent cracher des boules de feu.
- Dans le jeu vidéo Pokémon, le pokémon Chétiflor et ses évolutions, Boustiflor et Empiflor, ainsi que plus tard Vortente, sont des plantes carnivores. Le Pokémon Rafflésia porte le nom d'une plante parasite.
- Dans le jeu Maniac Mansion, une plante carnivore permet d'accéder à une pièce cachée.
- Dans la plupart des jeux de The Legend of Zelda, on retrouve des plantes carnivores vaguement inspirées du piège de la Dionée.
- Le jeu Crash Bandicoot contient des plantes carnivores dans certains niveaux.
- Dans le jeu Harry Potter à l'école des sorciers, plusieurs niveaux contiennent des plantes carnivores géantes et extrêmement agressives.
- Dans le jeu Canis Canem Edit, une des missions consiste à tuer une plante carnivore géante inspirée de la Dionée.
- Dans la série de jeux vidéo Resident Evil, le joueur est confronté aux « plantes 42 » et « plantes 43 », plantes carnivores extrêmement agressives.
- Dans la série de jeux vidéo King's Field, le joueur doit fréquemment combattre des sortes de dionées.

### Bande dessinée
- Dans l'album Les Schtroumpfs et le Cracoucass une pâquerette est transformée en plante carnivore par un engrais expérimental.
- Dans Tembo Tabou, une aventure de Spirou et Fantasio, apparaît un champ de plantes carnivores géantes. Ces plantes sont représentées comme de grosses têtes jaunes et rondes avec deux petits yeux noirs et une grande bouche à bords dentelés. Elles sont également fort agressives.
- Dans L'Énigme de l'Atlantide, une aventure de Blake et Mortimer ; ces derniers manquent d'être dévorés dans une forêt de plantes carnivores géantes.
- Dans le Marsupilami, beaucoup de plantes de la jungle sont dites carnivores.